# Sasha Waltz

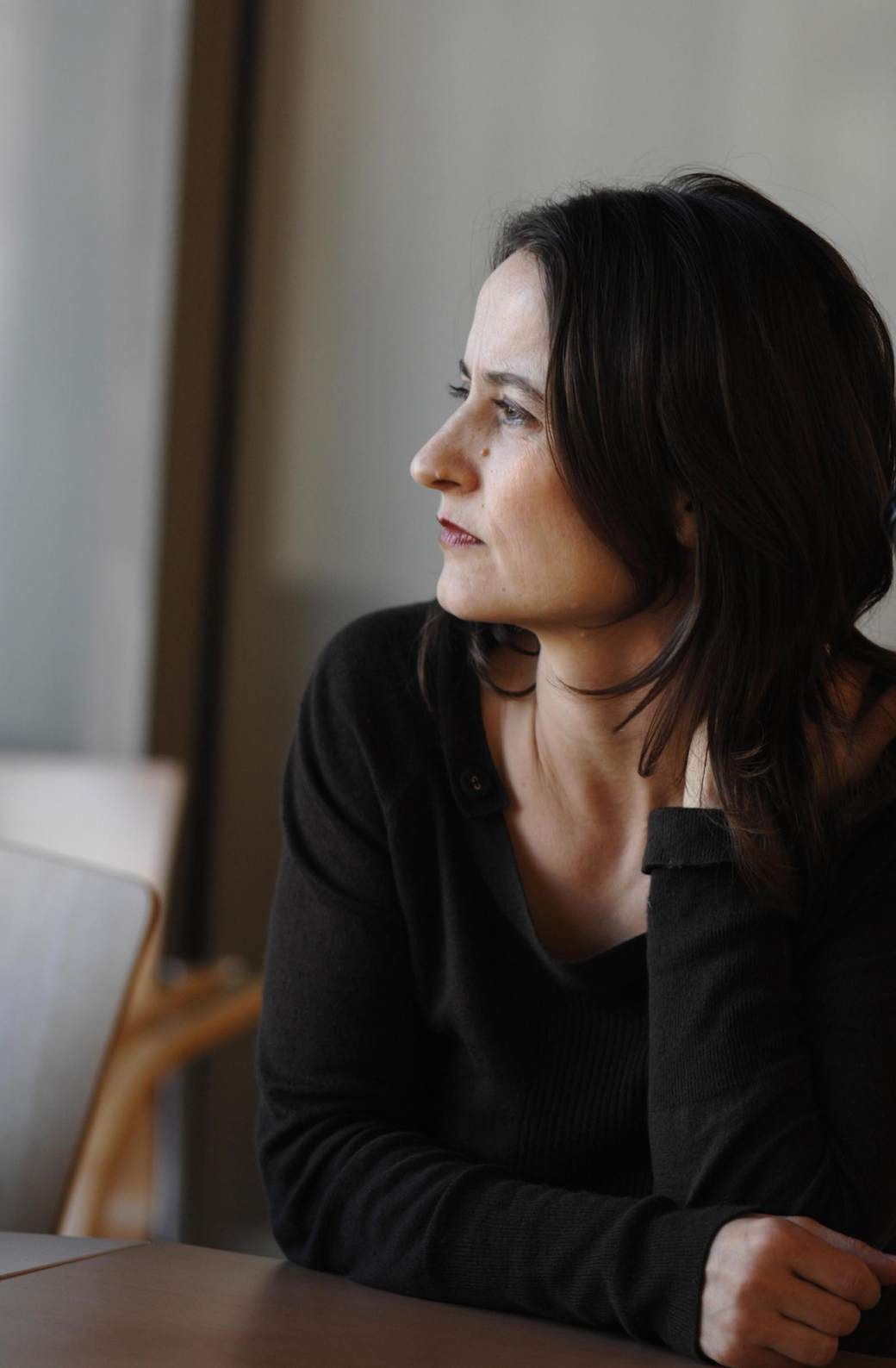
Sasha Waltz (2007)

Sasha Waltz (* 8. März 1963 in Karlsruhe; Vorname eigentlich Alexandra) ist eine deutsche Choreografin, Tänzerin und Opernregisseurin.

## Einführung
1993 gründete sie mit Jochen Sandig in Berlin die Tanzkompanie Sasha Waltz & Guests. Mit dem Stück Allee der Kosmonauten eröffnete sie die Sophiensæle Berlin, deren Gesellschafterin sie seitdem ist. Zur Spielzeit 1999/2000 übernahm sie mit Thomas Ostermeier, Jens Hillje und Jochen Sandig die künstlerische Leitung der Schaubühne am Lehniner Platz. Aufgrund eines Streits mit Ostermeier kündigte Waltz ihren Vertrag mit der Schaubühne und machte sich mit ihrer Kompanie wieder selbstständig.
Waltz’ Dialoge sind kleine Produktionen, ebenso wie groß angelegte Projekte zur Erforschung ausgewählter öffentlicher Räume. So entwickelte sie Dialoge in Gebäuden vor deren Eröffnung, darunter 2009 für das Neue Museum Berlin und das Radialsystem V, das seitdem Proben- und Aufführungsort ihrer Kompanie in Berlin ist.
Waltz erhielt verschiedene Auszeichnungen. ballettanz wählte sie zur „Besten Choreographin“ der Spielzeit 2006/07. 2009 erhielt sie den Ordre des Arts et des Lettres und ist Trägerin des Caroline-Neuber-Preises 2010 der Stadt Leipzig und des Bundesverdienstkreuzes am Bande 2011. Waltz wurde 2013 von der Akademie der Künste Berlin als neues Mitglied in die Sektion Darstellende Kunst gewählt. Ab der Spielzeit 2019/20 bis August 2020 leiteten Waltz und Johannes Öhmann gemeinsam das Staatsballett Berlin. Dagegen hatten Tänzerinnen und Tänzer des Staatsballetts und über 19.500 Menschen in einer Online-Petition protestiert, weil sie Sasha Waltz für diese Aufgabe für ungeeignet hielten, da die Qualitäten einer Tanztheater-Choreographin andere seien „als die, die ein klassisch-ausgebildeter Balletttänzer entwickelt hat und denen er sich verschrieben hat.“

## Privatleben
Waltz ist die Tochter eines Architekten und einer Galeristin. Sie hat vier Geschwister. Mit fünf Jahren bekam Waltz ihren ersten Unterricht in Ausdruckstanz bei Waltraud Kornhaas in Karlsruhe. Es folgten Kurse in Ballett und Modern Dance. In ihrer Kindheit und Jugend wollte Waltz Malerin werden. Erst ein Workshop von Laurie Booth, den sie mit 16 in Freiburg besuchte, brachte sie zu dem Entschluss Tänzerin zu werden. Waltz ist mit Jochen Sandig verheiratet. Sie haben einen Sohn László (* 1997) und eine Tochter Sophia (* 2002). Ihre Kinder treten zum Teil in Sasha Waltz’ Bühnenstücken auf, wie zum Beispiel in Medea (2007). Seit den Anfängen ihres Berufslebens arbeitet Waltz mit Sandig und ihrer Schwester Yoreme Waltz zusammen. Mit Sandig teilt sie sich die künstlerische Leitung von Sasha Waltz & Guests, außerdem ist Sandig Geschäftsführer der Kompanie. Yoreme Waltz ist als Dramaturgin bei Sasha Waltz & Guests tätig.

## Werdegang

### Ausbildung
Nach dem Abitur studierte Waltz von 1983 bis 1986 Tanz an der School For New Dance Development in Amsterdam. Daran schloss sich eine Weiterbildung in New York von 1986 bis 1987 an. In New York war sie als Tänzerin in den Kompanien von Pooh Kaye, Yoshiko Chuma & School Of Hard Knocks und Lisa Kraus & Dancers engagiert. Es folgte eine Zusammenarbeit mit Choreografen, Bildenden Künstlern und Musikern, darunter Tristan Honsinger, Frans Poelstra, Mark Tompkins und David Zambrano. Während ihrer Ausbildung in Amsterdam und New York schuf Waltz ihre ersten eigenen Choreografien, darunter Das Meer in mir (1985), Goldstaub (1986), How come we go (1987), Schwarze Sirene (1987) und Rifle (1987).

### 1990er Jahre
1992 erhielt Waltz ein Stipendium des Künstlerhaus Bethanien in Berlin als Artist in Residence. Hier entstanden ihre ersten fünf Dialoge in Zusammenarbeit mit den Tänzern Frans Poelstra, Nasser Martin-Gousset, Takako Suzuki, Kitt Johnson, Carme Renalias und David Zambrano sowie den Musikern Tristan Honsinger, David Moss, Dietmar Diesner, Sven-Åke Johansson und Peter Hollinger. Waltz zeigte an verschiedenen Orten in Berlin eigene Tanzproduktionen, darunter die Soli False Trap (Tanzfabrik Berlin, 1991) und Paulinchen – allein zu Haus (Kunsthaus Tacheles, 1996) sowie das Duett Bungalow (Hackesche Höfe, 1993). Außerdem entstand die Travelogue-Trilogie mit Twenty to Eight (1993), Tears Break Fast (1994) und All Ways Six Steps (1995). Nach der Premiere von Twenty to eight 1993 gründete Waltz Sasha Waltz & Guests, um mit dem Stück auf der Tanzplattform in Berlin 1994 aufzutreten. Sasha Waltz & Guests tourte mit der Travelogue-Trilogie durch Europa und im Jahr 1995 mit Unterstützung des Goethe-Instituts durch Nordamerika und Kanada (u. a. Atlanta, New York, Chicago, Montreal, Houston und Los Angeles). 2007 studierte eine neue Tänzergeneration das erste Stück der Trilogie Twenty to eight ein. Es ist seitdem im Repertoire der Kompanie und wird regelmäßig aufgeführt.

### Sophiensæle Berlin
1996 gründete Waltz mit Sandig, Jo Fabian und Dirk Cieslak die Sophiensæle als „eine der ersten spartenübergreifenden Produktions- und Spielstätten in freier Trägerschaft“. Zur Eröffnung zeigte Waltz das Stück Allee der Kosmonauten (1996). Sie wurde als „aufregendste Erneuerin des Tanztheaters seit Pina Bausch“ bezeichnet. Das Stück über den trostlosen Alltag in einer Plattenbausiedlung, für das Sasha Waltz u. a. Bewohner in Berlin-Marzahn interviewte, wurde zum 34. Berliner Theatertreffen (1997) eingeladen und war im selben Jahr offizieller deutscher Beitrag beim Theaterfestival Theater der Nationen in Seoul. 1999 tourte Waltz mit Allee der Kosmonauten auf Einladung des Goethe-Institutes durch Indien. Die Verfilmung der Produktion unter der Leitung von Waltz im Jahr 2000 wurde mit dem Adolf-Grimme-Preis ausgezeichnet.
Nach Allee der Kosmonauten kreierte Waltz Zweiland (1997), Na Zemlje (1998) und Dialoge ’99/I in den Sophiensælen, bevor sie an die Schaubühne am Lehniner Platz wechselte.
Sasha Waltz ist bis heute mit Amelie Deuflhard und Jochen Sandig Gesellschafterin der Sophiensæle. Auf der Basis eines neuen Mietvertrags für 15 Jahre ab 2011, der Sanierung des Gebäudes durch Mittel der Stiftung Deutsche Klassenlotterie und der Gründung eines neuen Teams zur künstlerischen Leitung haben die drei Gesellschafter die zunächst fragliche Weiterführung der Sophiensæle über 2010 hinaus beschlossen.

### Schaubühne
1999 ging Waltz als erste Choreografin an die Schaubühne am Lehniner Platz und übernahm zusammen mit Thomas Ostermeier, Jens Hillje und Jochen Sandig die künstlerische Leitung. Am 22. Januar 2000 eröffnete die Schaubühne mit zwei Premieren unter der neuen Leitung: Thomas Ostermeier zeigte Lars Noréns Personenkreis 3.1. in deutscher Erstaufführung. Sasha Waltz präsentierte die Uraufführung von Körper, das eine Einladung zum 37. Berliner Theatertreffen (2000) erhielt und dessen spartenübergreifender Ansatz einen symbolischen Neubeginn für die Schaubühne darstellte, die seit 1970 von Peter Steins Sprechtheater geprägt wurde.

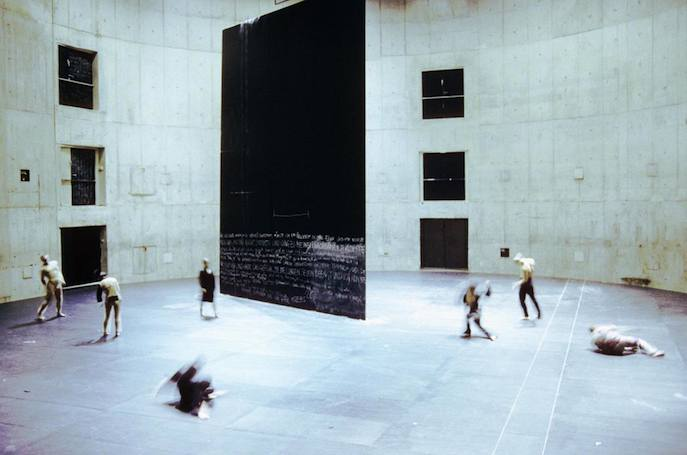
Körper – Schaubühne am Lehniner Platz, Berlin

Körper, erster Teil der gleichnamigen Trilogie. Die Kritik würdigte die eindringlichen Bilder, „etwa dann, wenn die 14 Tänzerinnen und Tänzer fast nackt in einen großen senkrecht aufgestellten Glaskasten kriechen, wenn ihre Leiber sich umeinander winden und an den Scheiben plattgedrückt werden. Wie große Reptilien in einem Aquarium ohne Wasser, von unheimlicher Intimität und Befremdlichkeit zugleich.“ Die Berliner Zeitung sprach von „Zauberszenen“ und „einer neuen, nie gesehenen Schönheit“. Andere Pressestimmen vermissten die narrativen Elemente und kritisierten die bloße Aneinanderreihung von Szenen, die „nicht in ein choreographisches bzw. inszenatorisches Ganzes“ fügen.
Erstmals im Theaterraum der Schaubühne zu choreografieren, war für Waltz wichtig bei der Abkehr vom Stil früherer Arbeiten:

„Durch die schiere Größe des Bühnenraums bin ich weg von diesem Intimen der vorherigen Stücke. Ich hatte das Gefühl, hier gibt es solche Abstände, das geht nicht. Ich weiß nicht, ob ich ‚Körper‘ gemacht hätte, wenn ich nicht an die Schaubühne gegangen wäre. Dadurch, dass ich in diesen Raum gegangen bin, hat sich etwas anderes, Neues entwickelt. Durch diese gigantische Höhe, diese Tiefe, das ist gar kein wirklicher Theaterraum. Es gab allerdings auch andere, inhaltliche Gründe.“

Auch wenn die Produktion nach Meinung der Presse weit entfernt gewesen sei von einem „Meisterwerk“ oder „Tanzereignis“, Körper galt als vielversprechender Neubeginn und entfaltete eine nachhaltige Wirkung, nicht zuletzt beim Publikum: In Berlin avancierte es zur „beliebtesten Produktion des Hauses“. Gemessen an der Zahl der Aufführungen und Reichweite der Tourneen weltweit ist es das erfolgreichste Stück der Kompanie Sasha Waltz & Guests.
Nach Körper folgten die beiden anderen Teile der Trilogie: S (2000) und noBody (2002).
An der Schaubühne kreierte Waltz die Installation insideout (2003) für die Kulturhauptstadt Graz (2003) sowie Impromptus (2004) und Gezeiten (2005). Impromptus entstand in der Auseinandersetzung mit der Musik von Franz Schubert.
Im Jahr 2004 verließ Waltz nach einem Streit mit Thomas Ostermeier die Schaubühne, „um mehr Selbständigkeit, künstlerischen Freiraum und Kooperationsmöglichkeiten zu erhalten“. Sie gründete mit Jochen Sandig und Yoreme Waltz die Kompanie Sasha Waltz & Guests neu. Mit der Schaubühne schloss sie einen Vertrag, der die Kompanie verpflichtet, dort 25 Aufführungen pro Jahr zu spielen.

### Sasha Waltz & Guests
Waltz und Jochen Sandig gründeten 1993 ihre Tanzkompanie. Einzelne Mitglieder arbeiten auch als selbständige Produzenten, etwa Nasser Martin-Gousset, Tänzer der Travelogue-Trilogie, dessen eigene Stücke Sasha Waltz & Guests koproduzierte. Weitere assoziierte Choreografen sind Charlotte Engelkes, Juan Kruz Diaz de Garaio Esnaola und Luc Dunberry, die ebenfalls Tänzer in Sasha Waltz’ Kompanie waren bzw. sind.
2005, nach der Zeit an der Schaubühne, wurde Sasha Waltz & Guests als unabhängiges Kulturunternehmen mit 25 festen und 40 freien Mitarbeitern neu gegründet. 2011 hat die Kompanie 17 Stücke im Repertoire. Pro Jahr werden rund 100 Vorstellungen weltweit gezeigt. Das Unternehmen umfasst dabei insgesamt 15 Ensemblemitglieder, 33 Repertoire-Tänzer und 17 Mitarbeiter. Außerdem sind seit der Gründung 1993 rund 150 Gäste mit der Kompanie verbunden.
Seit der Neugründung wird Sasha Waltz & Guests vom Land Berlin mit einem eigenen Haushaltstitel institutionell gefördert. Bis 2009 erhielt die Kompanie 675.000 Euro pro Jahr, seit 2010 sind es 975.000 Euro pro Jahr.
Im Rahmen des Tanzschwerpunkt Berlin fördert der Hauptstadtkulturfonds die Kompanie zusätzlich. 2004 betrug die Fördersumme 360.000 Euro und war für die Realisierung von Dido & Aeneas und zwei Dialoge-Projekte bestimmt. 2005 bis 2007 erhielt Sasha Waltz & Guests eine dreijährige Förderung, im ersten Jahr in Höhe von 575.000 Euro, in den folgenden zwei Jahren in Höhe von 875.000 Euro. Danach entschied der Hauptstadtkulturfonds die Fortführung der Förderung in Höhe von 875.000 Euro pro Jahr. Diese wurde zunächst für die Jahre 2008 und 2009 zugesichert und später bis einschließlich 2011 festgesetzt.
Diese Förderung durch öffentliche Gelder deckt ca. 40 Prozent der Kosten von Sasha Waltz & Guests. Durch Gastspiele und internationale Koproduktionen erwirtschaft die Kompanie 60 Prozent selbst.
Proben- und Aufführungsort von Sasha Waltz & Guests ist seit 2006 das Radialsystem V. Als Vorsitzende des Kuratoriums der Radial Stiftung war Waltz an deren Gründung beteiligt. Sie eröffnete das neue Haus mit der Arbeit Dialoge 06 – Radiale Systeme.
Im Februar 2013 gab Waltz bekannt, sie wolle Berlin verlassen und „einen neuen Standort für eine solide und langfristig tragfähige Situation für die Arbeit des Ensembles […] finden“, was sie dann allerdings nicht tat. Sie begründete den Wunsch des Weggehens mit unerträglichen finanziellen Belastungen.
Sasha Waltz & Guests wurde 2013 zum Kulturbotschafter der Europäischen Union ernannt.

### Choreografische Oper

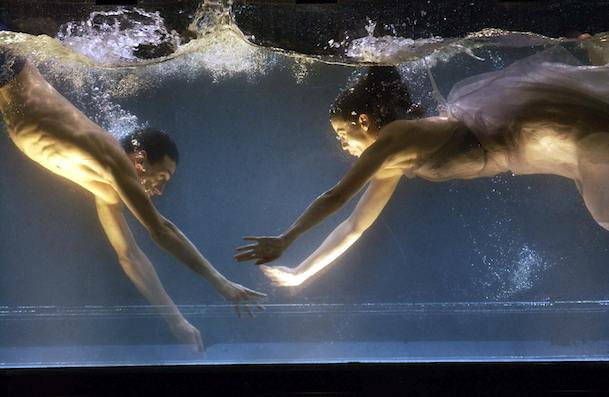
Dido & Aeneas (2005)

Seit der Neugründung 2005 widmen sich Waltz und ihre Kompanie vor allem der Kreation von Opernchoreografien. Mit Dido & Aeneas (2005) entwickelte Waltz erstmals eine Choreografie für eine Oper und schuf damit eine neue Verknüpfung von Musik, Gesang und Tanz. Ihr Ansatz war es, die Künste gleichberechtigt einzusetzen und das „Statische des Geschehens in gängigen Opernformen“ aufzulösen. In der Folge produzierte sie weitere Stücke, in denen Sänger, Choristen, Musiker und Tänzer in ein Gesamtkunstwerk eingebettet sind. Mit diesen Kreationen begründete Waltz „ihr ganz eigenes OpernTanzTheater“, wenn nicht sogar ein neues Genre – die choreografische Oper.
Dido & Aeneas nach der gleichnamigen Oper von Henry Purcell in Koproduktion mit der Akademie für Alte Musik Berlin feierte Premiere im Grand Théâtre de la Ville de Luxembourg und entwickelte sich zu einer der international erfolgreichsten Opernproduktionen der Kompanie mit rund 50 Vorstellungen in 15 Ländern.
Im September 2007 fand in der Staatsoper Unter den Linden Berlin die Deutschlandpremiere der Opernchoreografie Medea statt, zum musikalischen Werk von Pascal Dusapin auf der Grundlage des Textes medeamaterial von Heiner Müller, auch dies eine Koproduktion mit der Akademie für Alte Musik Berlin.
Die Uraufführung von Romeo et Juliette folgte im Oktober 2007 an der Opéra Bastille in Paris. Die musikalische Leitung dieser Oper von Hector Berlioz übernahm Waleri Gergiew.
Im darauf folgenden Jahr präsentierten Sasha Waltz & Guests die Opernchoreografie Jagden und Formen (2008) zur Musik von Wolfgang Rihm. Das Werk feierte seine Uraufführung im Mai 2008 im Rahmen der Frankfurter Positionen 2008 im Schauspiel Frankfurt.

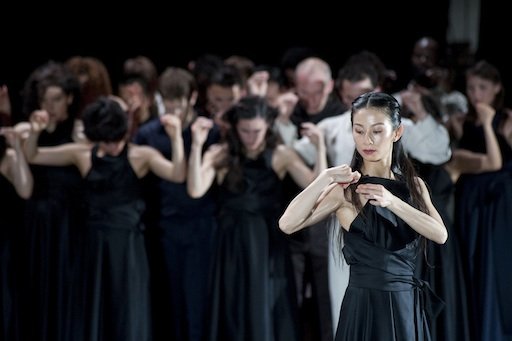
Continu (2010)

Continu heißt eine weitere Arbeit von Waltz in dieser Reihe, im Jahr 2010 in der Schiffbauhalle Zürich uraufgeführt. Den musikalischen Mittelpunkt bildete dieses Mal die Sinfonie Arcana von Edgar Varèse. Die Produktion verarbeitet Material aus zehn Jahren Kompanie-Geschichte und enthält u. a. Elemente aus den Museumsbespielungen in Berlins Neuem Museum und im MAXXI-Museum in Rom (2009).
Die besonderen Merkmale der spartenübergreifenden Inszenierungen von Waltz beschreibt Thomas Hahn in einer Kritik zu ihrer Opernchoreografie Passion (2010) zur Musik von Pascal Dusapin, die am 6. Oktober 2010 am Théâtre des Champs-Élysées in Paris uraufgeführt wurde:

„Waltz baut Brücken, ganz körperlich, wenn Hannigans Haar in den Orchestergraben fällt, wenn Musiker plötzlich auf der Bühne wandeln, wenn die so wunderbar musikalischen Tänzer Lei oder Lui tragen oder stützen, schubsen oder schieben, wenn Georg Nigl rhythmisch klatscht und die Musiker einfallen. Was ist eine ‚choreografische Oper‘? Sie ist ‚Passion‘!“

Im selben Jahr entstand Métamorphoses (2010) mit dem Solistenensemble Kaleidoskop, das ebenso wie Sasha Waltz & Guests als Hausensemble im Radialsystem V Berlin arbeitet. Der Abend, bestehend aus drei Duetten und drei Gruppenstücken, wurde dort auch zum ersten Mal gezeigt, am 19. November 2010.
Die Oper Matsukaze von Toshio Hosokawa wurde von Sasha Waltz & Guests am 3. Mai 2011 am Théâtre Royal de la Monnaie in Brüssel uraufgeführt. Das Werk, dessen Titel auf einen Klassiker des japanischen Nō-Theaters zurückgeht, ist eine Koproduktion mit dem Théâtre Royal de la Monnaie, dem Grand Théâtre de Luxembourg, der Staatsoper Unter den Linden und dem Teatr Wielki (Warschau).
Waltz’ Choreographisches Konzert gefaltet mit der Musik von Mark Andre und Carolin Widmann war am 27. Januar 2012 die Eröffnungsvorstellung der Mozartwoche in Salzburg, welches daraufhin im März 2012 in Berlin und im Mai 2012 in Zürich aufgeführt wurde.
2014 entstand die neueste choreographische Oper Orfeo zur Musik Claudio Monteverdis. Am 3. September 2014 feierte Orfeo an der Dutch National Opera in Amsterdam Premiere.

## Projekte

### Dialoge
Eine spezielle Projektreihe von Waltz sind die Dialoge, Recherchen, die sie als Vorbereitung auf ein neues Stück erarbeitet und zur Aufführung bringt.
Waltz’ erste Dialoge entstanden aus einem Bedürfnis nach Auseinandersetzung mit unterschiedlichen Künstlern. Sie wurden als Orte der künstlerischen Begegnung und gemeinsamen Recherche initiiert. Teils stellten sie Vorstudien für spätere Stücke dar, teils waren sie Improvisationen.

„Die interdisziplinären ‚Dialoge‘-Projekte bilden kreative Kraftzentren für die Arbeit von Sasha Waltz. Der Dialog findet auf vielfältigen Ebenen statt, im Mittelpunkt steht der freie Geist der Improvisation und die Lust am Experiment […]. Es sind kurze und intensive Begegnungen zwischen Musikern, Bildenden Künstlern, Tänzern und Choreographen in jeweils sehr spezifischen Räumen.“

Den Anfang bildeten fünf Studien zum Thema Alltag, die sie 1993 im Rahmen ihres Stipendiums im Künstlerhaus Bethanien in Berlin zeigte und als Recherchen für ihr Stück Twenty to eight dienten. 1999 griff Waltz in Vorbereitung auf Körper, ihr Stück zur Wiedereröffnung der Schaubühne am Lehniner Platz, erneut auf das Dialoge-Verfahren zurück und kreierte Dialoge ’99/I – Sophiensaele und Dialoge ’99/II – Jüdisches Museum.
Schließlich entstanden ihre Dialoge-Projekte, beispielsweise die Dialoge ’99/II im Jüdischen Museum Berlin oder die Dialoge 06 – Radiale Systeme, mit denen Sasha Waltz & Guests das Radialsystem V eröffneten:

„Über hundert Künstler sind beteiligt. Im gesamten Gebäude wird getanzt, musiziert und gesungen, nicht nur in den Theatersälen, auch im Keller, in den Fluren und auf den Dächern. Musik von Purcell, Telemann und Vivaldi weht durch die Hallen und Treppenhäuser, dazu Percussions von Xenakis und alte Choräle, und Tänzer lehnen stumm und regenslos an Glasscheiben, liegen auf Dächern, gleiten über den Boden. ‚Dialoge 06 – Radiale Systeme‘ ist eine gewaltige Raumerforschung, und es ist die Vorarbeit zu einer neuen Oper: ‚Medea‘ (2007).“

Neben kleineren Dialogen gehören zu dieser Reihe also auch Projekte von größerem Ausmaß. Die Dialoge – Les grandes Traversées (2003, Bordeaux) zum zehnjährigen Jubiläum von Sasha Waltz & Guests sind ein weiteres Beispiel. Hier waren fast alle Künstler beteiligt, die bis dato für die Kompanie gearbeitet hatten. Über drei Tage hinweg gab es ein zwölfstündiges Programm an mehreren Orten in der Stadt.
Der Veranstaltungsort spielt vor allem bei den neueren Dialoge-Projekten eine besondere Rolle. Meist finden die Dialoge nicht in einem Theater statt, sondern in leeren, öffentlichen Gebäuden. So waren die Dialoge I/99 eine Erkundung des leergeräumten Festsaals der Sophiensæle. Die Dialoge II/99 erforschten das Jüdische Museum, bevor es eröffnet wurde. Die Auseinandersetzung mit diesen spezifischen Räumen und ihrer Architektur stellte dabei den Ausgangspunkt von Sasha Waltz’ Choreografie dar. Sasha Waltz über ihre Arbeit im Jüdischen Museum:

„Daniel Libeskind hat die Wohnorte von Holocaust-Opfern wie ein Netzwerk durch seine Architektur gezogen. Er hat dafür bestimmte Fluchten und Linien entwickelt, und so ist das ganze Gebäude topographisch von den Biographien ermordeter Menschen durchzogen. Wir haben in unserer Arbeit versucht, den Wänden nachzuspüren und dieser Topographie zu folgen. Wenn man sich lange darin aufhält, dringt die Atmosphäre dieses Gebäudes physisch in einen ein, die beklemmende Geschichtlichkeit dieser Architektur mit all dem Beton, und wenn du nicht die richtige Tür nimmst, dann kommst Du nicht mehr heraus.“

Im Jahr 2001 wurde mit dem Stück S die entkernte Berliner Schaubühne von den Tänzern innen und außen mit körperlicher Bewegungskunst in Besitz genommen. Anlässlich der Eröffnung des Neuen Museums in Berlin im März 2009 erprobten die Tänzer erneut die Wechselwirkung der Bewegung in einem leeren Gebäude (Dialoge 09 – Neues Museum).

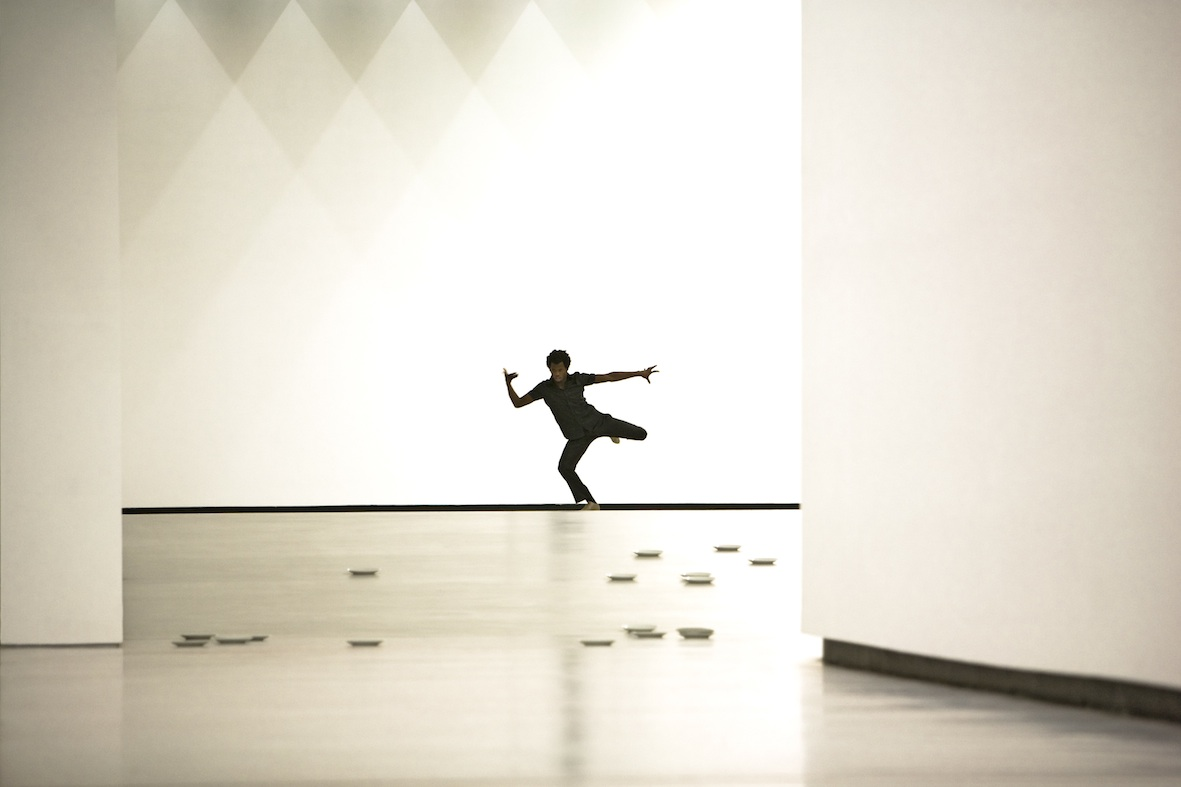
Dialoge 09 – MAXXI in Rom (2009)

Zur inoffiziellen Eröffnung des Museo nazionale delle arti del XXI secolo (MAXXI) am 14. und 15. November 2009 in Rom ohne Exponate trat Sasha Waltz ebenfalls mit ihrem Ensemble auf.
Die Autorin Dorita Hannah schreibt über Waltz, ihre Dialoge und ihre Beziehung zur Architektur:

„Sasha Waltz ist eine Künstlerin, die zur Architektur spricht und von ihr Antwort einfordert. Mit ihren Tänzern lauscht und antwortet sie auf ihre besonderen Akzente, ihr Gemurmel und auf die vielen Geschichten, die sich im Laufe der Zeit angesammelt haben. Diese fortdauernden ‚Dialoge‘ münden nicht nur in einzigartigen Veranstaltungen, die den eigentlichen Bereich der Darstellung erweitern und die Arbeit beeinflussen, sie suggerieren zugleich, das Potential der Darstellungsräume im 21. Jahrhundert zu überdenken.“

### Nachwuchsförderung
Zur Förderung einer neuen Choreografengeneration hat Sasha Waltz & Guests das Programm Choreographen der Zukunft ins Leben gerufen. Zwischen 2007 und 2010 war BASF Hauptsponsor der Programmreihe, bei der unter der künstlerischen Leitung von Waltz und Jochen Sandig assoziierte Choreografen in der Entwicklung ihrer Karriere unterstützt wurden.
| Jahr | Künstler und Produktionen |
| ---- | --- |
| 2008 | Aufführungen im Radialsystem V Berlin sowie Theater im Pfalzbau Ludwigshafen: - Juan Kruz Diaz de Geraio Esnaola: ars melancholiae - JirÌ Bartovanec: When my mind is rocking I know it’s 7 - Xuan Shi und Niannian Zhou: Parallel. Moving - Nasser Martin-Gousset: Comedy                                      |
| 2009 | - Luc Dunberry: Aliens! – Grand Théâtre de la Ville de Luxembourg, Radialsystem V Berlin - Renate Graziadei: Rückwärts – Radialsystem V Berlin - Xuan Shi und Niannian Zhou: Parallel – Radialsystem V Berlin - Takako Suzuki: Empire – semper kleine Szene / Semperoper Dresden                                |
| 2010 | Aufführungen im Theater im Pfalzbau Ludwigshafen sowie Radialsystem V Berlin: - JirÌ Bartovanec: Aného - Xuan Shi und Niannian Zhou: The sound of Qin - Renate Graziadei: Rückwärts - Fabián Barba: A Mary Wigman Dance Evening Aufführungen im Festspielhaus Hellerau / Dresden - Takako Suzuki: Collavocation |

Sasha Waltz über ihre Motivation, das Programm ins Leben zu rufen:

„Meine ersten Produktionen wären ohne die Unterstützung eines Partners wie Jan Stelma, Intendant des Grand Theatre Groningen, nie zustande gekommen. Ich möchte diese Erfahrung weitergeben und sehe die Nachwuchsförderung von daher als einen Grundpfeiler meiner Arbeit als Choreographin an.“

2010 erhielt Waltz den von der Stadt Leipzig verliehenen Caroline-Neuber-Preis, wobei die Jury ihre Entscheidung unter anderem mit ihrer Arbeit im Bereich der Nachwuchsförderung begründete: „Ihre Compagnie ‚Sasha Waltz & Guests‘ steht […] für ein künstlerisches Kraftfeld, in dem junge Tänzer und Choreografen die Chance zur ästhetischen Auseinandersetzung und Weiterentwicklung erhalten.“
Außerdem initiierte Waltz gemeinsam mit Hannah Hegenscheid und Livia Patrizi 2007 eine Kindertanzgruppe im Radialsystem V. Die daraus entstandene Kindertanzcompany ist eine Fortführung des vom Berliner Senat geförderten Projektes TanzZeit – Zeit für Tanz in Schulen, in dem Waltz auch als Schirmherrin beteiligt ist.

### Solo für Vladimir Malakov
Mit dem Solo für Vladimir Malakov  stellten Vladimir Malakhov und Waltz am 20. April 2006 im Haus der Kulturen der Welt ihr erstes gemeinsames Projekt während des Deutschen Tanzkongresses Wissen in Bewegung in Berlin vor.

### Einheitsdenkmal
Zusammen mit Milla und Partner hat Sasha Waltz im Rahmen der zweiten Wettbewerbsauslobung 2010 einen Entwurf für das geplante deutsche Freiheits- und Einheitsdenkmal in Berlin gestaltet. Bürger in Bewegung gewann trotz „verkitschtem Titel“ einen der drei ersten Preise. Aufgrund der Empfehlung der Wettbewerbsjury wurden alle drei Entwürfe zunächst noch einmal überarbeitet. Am 13. April 2011 gab Kulturstaatsminister Bernd Neumann dann die endgültige Entscheidung bekannt: Das Einheitsdenkmal soll nach dem Entwurf von Milla und Waltz gebaut werden. Die Jury habe sich letztlich für Bürger in Bewegung entschieden, da es „die Thematik des Freiheits- und Einheitsdenkmals am besten und eindrucksvollsten löst“.
Bei dem Entwurf handelt sich um einen großen, begehbaren Bogen, der in eine leichte Bewegung versetzt werden kann, wenn Besucher ihr Gewicht geschickt verteilen:

„Das Konzept wurde in dem Geist geschaffen, dass jeder Mensch durch kreatives Handeln zum Wohl der Gemeinschaft beitragen und dadurch gestaltend auf die Gesellschaft einwirken kann. Die Besucher – die Bürger, die das gesamte Objekt in Bewegung setzen, werden dadurch selbst zum aktiven Teil des Denkmals. Damit wird auch ein sich ständig wandelnder choreographischer Ausdruck für die friedliche Revolution von 1989 formuliert.“

Der Beschluss, ein Einheitsdenkmal in Berlin zu bauen, stieß auf heftige Kritik. Ebenso wurden die beiden Wettbewerbe sowie die finale Entscheidung für den Entwurf von Milla und Waltz kontrovers diskutiert. Meinhard von Gerkan gab den Vorsitz der Jury ab – als Protest gegen das abzusehende Votum für Bürger in Bewegung im Verlauf der zweiten Wettbewerbsrunde. Der Entwurf ist für ihn „ein voyeuristisches, populistisches Spielzeug“, dessen Symbolik „vordergründig und missverständlich“ sei. Wolfgang Wippermann beschrieb den Entwurf unter anderem mit den Worten „Salatschüssel“, „Schwachsinn“ und „schlichtweg Kitsch“. Er sieht darin seine These bestätigt, dass die Denkmalsprache vorbei sei. Der DDR-Bürgerrechtler und Mit-Initiator des Denkmalbaus Günter Nooke hingegen betrachtet Bürger in Bewegung als ein symbolisch „sehr stimmiges Denkmal“, das die Möglichkeit bietet, den Ort „einer neuen Bestimmung zuzuführen“.

### Ausstellung am ZKM
Vom 28. September 2013 bis zum 30. Januar 2014 zeigte das Zentrum für Kunst und Medientechnologie in Karlsruhe die Ausstellung Sasha Waltz – Installationen Objekte Performances mit Musik von Jonathan Bepler, Pascal Dusapin, Hans Peter Kuhn, Henry Purcell und Franz Schubert. Anlässlich ihres Geburtstages holte das ZKM die in Karlsruhe geborene Choreographin zurück in ihre Heimatstadt. Das 20-jährige Jubiläum der Compagnie Sasha Waltz & Guests bildete den Anlass, ihr Werk in einem völlig neuen Kontext außerhalb der weltweiten Bühnen zu präsentieren. Die Choreographin hatte schon lange mit der Idee gespielt, diese Installations- und Multimedia-Elemente aus dem Bühnenkontext herauszulösen und als eigenständige Installationen zu präsentieren. Vom 27.–29. September 2013 fand das Eröffnungswochenende mit Performance-Programm der Compagnie Sasha Waltz & Guests statt. Über die gesamte Ausstellungsdauer hinweg waren zu unterschiedlichen Tageszeiten Performances mit Tänzern, die von Sasha Waltz in einem Workshop am ZKM ausgewählt wurden, zu sehen. Insgesamt erlebten rund 60.000 Besucher in den vier Monaten Laufzeit die Ausstellung.

## Werke

### Sasha Waltz
- 1985: Das Meer in mir. Regie/Choreografie: Sasha Waltz. Uraufführung (UA) in Amsterdam.
- 1986: Goldstaub. Regie/Choreografie: Sasha Waltz. UA in Amsterdam.
- 1987: How come we go. Regie/Choreografie: Sasha Waltz. Musik: Tristan Honsinger. UA in Amsterdam.
- 1987: Schwarze Sirene. Regie/Choreografie: Sasha Waltz. UA in Amsterdam.
- 1987: Rifle. Tanz/Choreografie: Ronald Fleming, Sasha Waltz, David Zambrano. UA in New York.
- 1987: David und Goliath. Tanz/Choreografie: Ronald Fleming, Sasha Waltz, David Zambrano. UA in Caracas, Venezuela.
- 1990: Anna hat kein Heimweh mehr. Regie/Choreografie: Sasha Waltz.
- 1991: Morgen war sie sprachlos. Regie/Choreografie: Sasha Waltz.
- 1991: False Trap. Tanz/Choreografie: Sasha Waltz. Musik: Micha Schilling. UA in der Tanzfabrik Berlin.
- 1993: Bungalow. Regie/Choreografie: Sasha Waltz. Choreographie/Tanz: Sasha Waltz, Takako Suzuki. Musik: Peter Hollinger. UA in den Hackeschen Höfe Berlin.
- 1994: Paulinchen – allein zu Haus. Tanz/Choreografie: Sasha Waltz. Musik: Jochen Sandig. UA im  Kunsthaus Tacheles Berlin.
- 2006: Fantasie. Musik: Franz Schubert. Choreografie für das Tanzensemble der Opéra de Lyon.
- 2006: Solo für Vladimir Malakhov UA am 20. April 2006 im Haus der Kulturen der Welt Berlin.
- 2014: Tannhäuser. Oper von Richard Wagner. Regie/Choreografie: Sasha Waltz. Musikalische Leitung: Daniel Barenboim. Musik: Staatsopernchor und Staatskapelle Berlin. UA am 12. April 2014 in der Staatsoper im Schiller Theater Berlin.

### Sasha Waltz & Guests
- 1993: Twenty To Eight. Uraufführung (UA) im Grand Theatre Groningen. Erster Teil der „Travelogue-Trilogie“.
- 1994: Tears Break Fast. UA im Podewil Berlin. Zweiter Teil der „Travelogue-Trilogie“.
- 1995: All Ways Six Steps. UA im Theater am Halleschen Ufer. Dritter Teil der „Travelogue-Trilogie“.
- 1996: Allee der Kosmonauten. UA in den Sophiensælen Berlin.
- 1997: Zweiland. UA in den Sophiensælen im Rahmen der 48. Berliner Festspiele.
- 1998: Na Zemlje (Auf Erde). UA in den Sophiensælen. Deutsch-russische Koproduktion.
- 1998: Rötung. Regie/Choreografie: Sasha Waltz. Tanz/Choreografie: Benoit Lachambre, Robert Meilleur. Sophiensæle Berlin.
- 2000: Körper. Stück für 13 Tänzer. UA am 22. Januar 2000, Schaubühne am Lehniner Platz. Produktion: Schaubühne Berlin. Koproduktion: Théâtre de la Ville Paris.
- 2001: S. UA in der Schaubühne am Lehniner Platz.
- 2002: noBody. UA am 23. Februar 2002 in der Schaubühne am Lehniner Platz. Koproduktion: Festival d’Avignon. Adaption für den Cour d’honneur des Papstpalastes in Avignon, 19. – 29. Juli 2002.
- 2003: insideout. Entwicklung für Graz Kulturhauptstadt 2003. UA am 19. September 2003 in Graz, Deutschlandpremiere am 10. Oktober 2003 in Berlin.
- 2004: Impromptus. UA in der Schaubühne am Lehniner Platz.
- 2004/2005: Dido & Aeneas. Opernprojekt nach der Musik und Motiven von Henry Purcell.
- 2005: Gezeiten. UA am 19. November 2005 in der Schaubühne am Lehniner Platz.
- 2007: Medea. UA am 23. Mai 2007 im Grand Théâtre de la Ville de Luxembourg
Auf Grundlage der Oper medeamaterial von Pascal Dusapin (Musik) / Heiner Müller (Text),
- 2007: Roméo et Juliette. UA am 5. Oktober 2007 an der Pariser Oper.
Choreografie zur Symphonie von Hector Berlioz.
- 2008: Jagden und Formen. UA am 7. Mai 2008 im Schauspiel Frankfurt im Rahmen der Frankfurter Positionen 2008. Musik: Wolfgang Rihm.
- 2010: Continu. UA am 20. Juni 2010 in der Schiffbauhalle Zürich. Mit Elementen aus den Museumsbespielungen in Berlins Neuem Museum und im MAXXI Rom.
- 2010: Passion. Oper von Pascal Dusapin. UA am 6. Oktober 2010 am Théâtre des Champs-Élysées in Paris.
- 2010: Métamorphoses. Regie/Choreografie: Sasha Waltz. Musik: Solistenensemble Kaleidoskop. UA am 19. November 2010 im Radialsystem V Berlin.
- 2011: Matsukaze. Oper von Toshio Hosokawa. UA am 3. Mai 2011 am Théâtre Royal de la Monnaie, Brüssel. Koproduktion: Théâtre Royal de la Monnaie, Grand Théâtre de Luxembourg, Staatsoper Unter den Linden und Teatr Wielki (Warschau).
- 2013: Sacre. Neuchoreografie des Balletts Le sacre du printemps von Igor Strawinsky, UA 13. Mai 2013 am Mariinski-Theater in St. Petersburg, in einer Gegenüberstellung mit der rekonstruierten Originalchoreografie von Vaslav Nijinsky; zweite Aufführung des Doppelprogramms in gleicher Besetzung im Théâtre des Champs-Élysées Paris am 29. Mai 2013, dem 100. Jahrestag der Erstaufführung.[54] 2014 UA in der Besetzung Sasha Waltz & Guests am Brüsseler Opernhaus La Monnaie/De Munt gemeinsam mit der Choreographie Jagden und Formen. Deutsche UA 27. Oktober 2014 in einem kombinierten Abend mit der Scène d’amour aus Roméo et Juliette von Hector Berlioz und der Uraufführung der Choreographie L’Après-midi d’un faune zur Musik Debussys.
- 2014: Orfeo. Oper von Claudio Monteverdi. Regie/Choreografie: Sasha Waltz. UA am 3. September 2014 in der Dutch National Opera Amsterdam. Koproduktion: Dutch National Opera Amsterdam, Les Théâtres de la Ville de Luxembourg, Bergen International Festival und Opéra de Lille.
- 2017: Women. Elisabethkirche, Berlin, Tanzstück im Rahmen des Festivals Tanz im August.[55] Waltz berief sich mit diesem Werk auf die Installation The Dinner Party von Judy Chicago.[56]
- 2017: Kreatur. Mit Kostümen von Iris van Herpen.
- 2021: In C. Ein choreografisches Spielsystem aus 53 Bewegungsfiguren nach Terry Rileys gleichnamiger Partitur.
- 2022: SYM-PHONIE MMXX. Koproduktion: Staatsballett Berlin. Ballettmusik komponiert von Georg Friedrich Haas.
- 2023: Beethoven 7. Zweiteiliger Abend zu dem Auftragswerk »Freiheit/Extasis« des zeitgenössischen Komponisten Diego Noguera sowie zur Musik von Ludwig van Beethovens »Sinfonie Nr.7 in A-Dur (op. 92)«.
- 2024 Johannespassion, Oper von Johann Sebastian Bach. Regie/Choreografie: Sasha Waltz. UA am 22. März 2024 in der Felsenreitschule, Osterfestspiel Salzburg. Koproduktion: Opéra de Dijon.

Dialoge-Projekte
- 1993: Dialoge – Künstlerhaus Bethanien (showings I-V). Berlin.
- 1999: Dialoge ‘99/I – Sophiensæle. Berlin.
- 1999: Dialoge ‘99/II – Jüdisches Museum. Berlin.
- 2000: Dialoge – La chapelle des Pénitents blancs. Festival d’Avignon.
- 2000: Dialoge – Schaubühne am Lehniner Platz. Berlin.
- 2001: Dialoge – Bombay. Indien.
- 2001: Dialoge 17–25/4. Schaubühne am Lehniner Platz Berlin.

Das Projekt 17–25/4 eignete sich die Kataster-Grundstücksnummer der Schaubühne an, einem Rundbau von Erich Mendelsohn. Umbauten innerhalb des Theaters wurden für ein Stück genutzt, das zum großen Teil das Gebäude ringsum und die Dächer bespielte. Im Finale nutzte Waltz die Leere einer entkernten Bühne für maximal raumgreifende Tanztableaus in der Horizontalen und mit Leitern bis zur Decke in der Vertikalen.
- 2003: Dialoge – Les grandes Traversées. Grand Theatre Bordeaux.
- 2004: Dialoge – Paris. Le ferme du Buisson-Noisiel, Paris; Festival Les Presqu’iles de danse.
- 2004: Dialoge – Passage. Studio Bagouet/Les Ursulines Montpellier, Festival Montpellierdanse.
- 2004: Dialoge 04 – St. Elisabeth I-IV in Koproduktion mit Tanz im August Berlin, gefördert durch den Hauptstadtkulturfonds, St. Elisabeth-Kirche Berlin.
- 2004: Dialoge 04 – Palast der Republik. Palast der Republik in Berlin.
- 2005: Dialoge – Happy Day. Opéra de Lille.
- 2006: Dialoge – Bologna. Chiostro di San Martino, Bologna.
- 2006: Dialoge – Freiburg. E-Werk Freiburg.
- 2006: Dialoge 06 – Radiale Systeme. UA am, 14. September 2006 im Radialsystem V Berlin.
- 2007: Dialoge – Bangalore. Ranga Shankara, Bangalore, Indien.
- 2007: Dialoge – Pergamonmuseum. Pergamonmuseum Berlin.
- 2009: Dialoge 09 – Neues Museum. UA am 17. März 2009 im Neuen Museum Berlin vor dem Einräumen der Ausstellungsobjekte.
- 2009: Dialoge 09 – MAXXI. Kunstmuseum MAXXI in Rom.
- 2013: Dialoge 2013 – Kolkata. Jorasanko Rajbatiti in Pathuriaghata im nördlichen Kalkutta.[57]

## Filme
- 1998: Allee der Kosmonauten. Regie: Sasha Waltz. Produktion: kosmonaut film production Berlin in Zusammenarbeit mit arte und ZDF. Erstausstrahlung: 7. April 1999. Länge 58 Min.
- 2000: Körper. Regie: Jörg Jeshel, Brigitte Kramer. Choreographie: Sasha Waltz. Produktion: Schaubühne am Lehniner Platz Berlin, arte und ZDF, in Zusammenarbeit mit Goethe-Institut. Erstausstrahlung: 11. April 2000. Länge: 57 Min.
- 2002: noBody. Regie: Sasha Waltz. Produktion: nachtaktiv-Film / Brigitte Kramer, Schaubühne am Lehniner Platz Berlin. Erstausstrahlung: 5. Dezember 2002. Im Auftrag von ZDF/arte. Länge: 85 Min.
- 2005: Dido & Aeneas. Musik: Henry Purcell. Libretto: Nahum Tate. Regie/Choreographie: Sasha Waltz. Produktion: Sasha Waltz & Guests, Akademie für Alte Musik Berlin, arte, ZDF, ZDFtheaterkanal. Koproduktion: Staatsoper Unter den Linden Berlin, Grand Theatre de Luxembourg, Opéra de Montpellier. Länge: 90 Min.
- 2006: Garten der Lüste. Die Choreographin Sasha Waltz. [DVD] / Brigitte Kramer [Regie Prod. Drehbuch]; Henning Brümmer [Kamera]; Jörg Jeshel [Kamera]; Sasha Waltz [Darst.]. – [S.l.], Goodmovies, 2008. – 1 DVD-Video (ca. 59 Min. + 20 Min. Bonus): Tonformat: DD/Mono; Bildformat: 4:3. – Ländercode: 0. – Dt., engl., franz. – Orig.: Deutschland. Produktion: nachtaktiv-Film. Im Auftrag von ZDF/arte. Erstausstrahlung: 19. Mai 2007.
- 2009: Sasha Waltz & Guests. Dialoge 09 – Neues Museum. Dokumentation, Deutschland, 2009, 53 Min., Regie: Sasha Waltz, Produktion: ZDF, arte, Orchester: Solistenensemble Kaleidoskop, Sänger: Vocalconsort Berlin, Erstausstrahlung: 19. Oktober 2009, Inhaltsangabe von arte[58]
- 2010: Erarbeitung einer Choreografie für die Eingangssequenz des Films Drei von Tom Tykwer

## Auszeichnungen
- 1993: Stipendium des Künstlerhaus Bethanien, Berlin
- 1994: Kritikerpreis der Berliner Zeitung für Travelogue I – Twenty to Eight
- 1994: 2. Preis für Choreographie für Travelogue I – Twenty to Eight beim Internationalen Choreographen-Wettbewerb Groningen
- 1997: Einladung zum 34. Berliner Theatertreffen mit Allee der Kosmonauten
- 1998: Kulturpreis der Berliner Zeitung
- 1999: Deutscher Kritikerpreis für den Bereich Tanz
- 2000: Adolf-Grimme-Preis für Allee der Kosmonauten
- 2000: Einladung zum 37. Berliner Theatertreffen mit Körper
- 2000: Grand Prix 2000 für Körper im Rahmen des Festivals BITEF in Belgrad
- 2000: Nominierung des Films Körper für den Emmy Award
- 2000: Preis des Verbands der Deutschen Kritiker in der Sparte Tanz
- 2001: Grand Prix Scènes d’Ecran für den Film Körper in Brüssel
- 2002: OPUS-Preis für „Bestes Bühnenbild des Jahres“ für insideout
- 2007: „Beste Choreographin“ der Spielzeit 2006/07, Kritikerumfrage der Fachzeitschrift ballettanz
- 2007: „Bemerkenswerteste Künstlerin“ in der Sparte Tanz der Spielzeit 2006/07, Kritikerumfrage der Zeitschrift des Deutschen Bühnenvereins Die Deutsche Bühne
- 2007: Bronze für die Verfilmung von Dido & Aeneas in der Kategorie „Performing Arts“ beim New York Festival
- 2008: Europäischer Theaterpreis 2008 New Theatrical Realities
- 2009 Praxisstipendiatin in der Deutschen Akademie Rom Villa Massimo[59]
- 2009: 1. Preis der Theaterkritikerumfrage der Zeitschrift Die Deutsche Bühne
- 2009: Preis der deutschen Schallplattenkritik 2009 für die DVD Dido & Aeneas (2008, Arthaus Musik)
- 2009: Officier dans l’Ordre des Arts et des Lettres
- 2010: Caroline-Neuber-Preis der Stadt Leipzig
- 2010: Erster Preis für den Entwurf Bürger in Bewegung für das geplante deutsche Einheitsdenkmal in Zusammenarbeit mit den Architekten Milla und Partner
- 2011: Bundesverdienstkreuz am Bande[60]
- 2022: Nominierung für einen Bessie Award in der Kategorie Outstanding Choreographer/Creator für In C
- 2024: Kommandantin für Kunst und Literatur des französischen Kulturministeriums
- 2024: Deutscher Tanzpreis[61]
- 2025: Helmut-Schmidt-Zukunftspreis[62]